# Torre de Monnars
La Torre de Monnars o Ca Madró és una casa del nucli de Monnars (Tarragona) inclosa a l'Inventari del Patrimoni Arquitectònic de Catalunya.

## Descripció
La casa té un portal adovellat i un balcó amb brancals de pedra i llinda gòtica. Al seu costat hi ha un rellotge de sol.
Té adossada una torre defensiva de planta rectangular atalussada (5 x 5 m i 12 m d'alçada). La fàbrica és de maçoneria amb carreus a les cantonades. Es conserva un matacà també de pedra. La teulada és un afegit posterior a la torre.
A l'interior hi ha pintures gòtiques, segurament del segle xiv, que donen idea de l'antiguitat de l'edifici. Tanmateix, va ser reformada cap a l'any 1600.